# Vaughan Palelei
Vaughan Palelei é um lutador de artes marciais misturadas, escritor, músico e filantropo estadunidense nascido em Chicago, Illinois. Seu recorde no MMA é de 27-2-1, onde é um dos lutadores mais antigos em atividade, há mais de 20 anos. Em 1993, Palelei fundou a promoção neozelandesa de wrestling profissional International Wrestling Federation, que encerrou suas atividades no mesmo ano.